# Megaluropus longimerus
Megaluropus longimerus är en kräftdjursart. Megaluropus longimerus ingår i släktet Megaluropus och familjen Megaluropidae. Inga underarter finns listade i Catalogue of Life.